# Plesiomorfie
Plesiomorfie nebo také symplesiomorfie (sdílená plesiomorfie) je primitivní znak sdílený dvěma a více taxony, je přítomen u kořene stromu. Plesiomorfie je odvozena od společného předka a proto se může objevit kdekoliv na stromě, jeho přítomnost neposkytuje žádné důkazy o vztazích uvnitř stromu.

## Příklad
Podle tradiční definice jsou plazi studenokrevní (ektotermní), zatímco ptáci jsou teplokrevní (endotermní). Vzhledem k tomu, studenokrevnost je tedy plesiomorfní znak, zděděný od společného předka tradičních plazů a ptáků, neměl by být používán k definování skupiny v systému založeném na kladistice.